# Inès Barbouch
Inès Barbouch, née en 2001, est une nageuse tunisienne.

## Carrière
Inès Barbouch obtient aux championnats arabes 2018 à Radès une médaille d'or en 4 × 100 mètres et 4 × 200 mètres nage libre ainsi qu'en 4 × 100 mètres 4 nages et 4 × 100 mètres 4 nages mixte ; elle remporte également une médaille de bronze en 100 mètres nage libre et 100 mètres papillon.
Elle obtient aux championnats d'Afrique 2022 à Tunis la médaille de bronze sur 4 × 100 mètres 4 nages ainsi que sur 4 × 100 mètres nage libre.